# Сан Феле
Сан Феле (итал. San Fele) је насеље у Италији у округу Потенца, региону Базиликата.
Према процени из 2011. у насељу је живело 1137 становника. Насеље се налази на надморској висини од 884 м.

## Становништво
Према резултатима пописа становништва 2011. у општини је живело 3.168 становника.
| 1931. | 1936. | 1951. | 1961. | 1971. | 1981. | 1991. | 2001. | 2011. |
| ----- | ----- | ----- | ----- | ----- | ----- | ----- | ----- | ----- |
| 5.954 | 6.576 | 7.933 | 7.231 | 6.215 | 5.924 | 4.186 | 3.832 | 3.168 |

## Партнерски градови
- Муро Лукано
- Болоња